# Heiko Bidmon

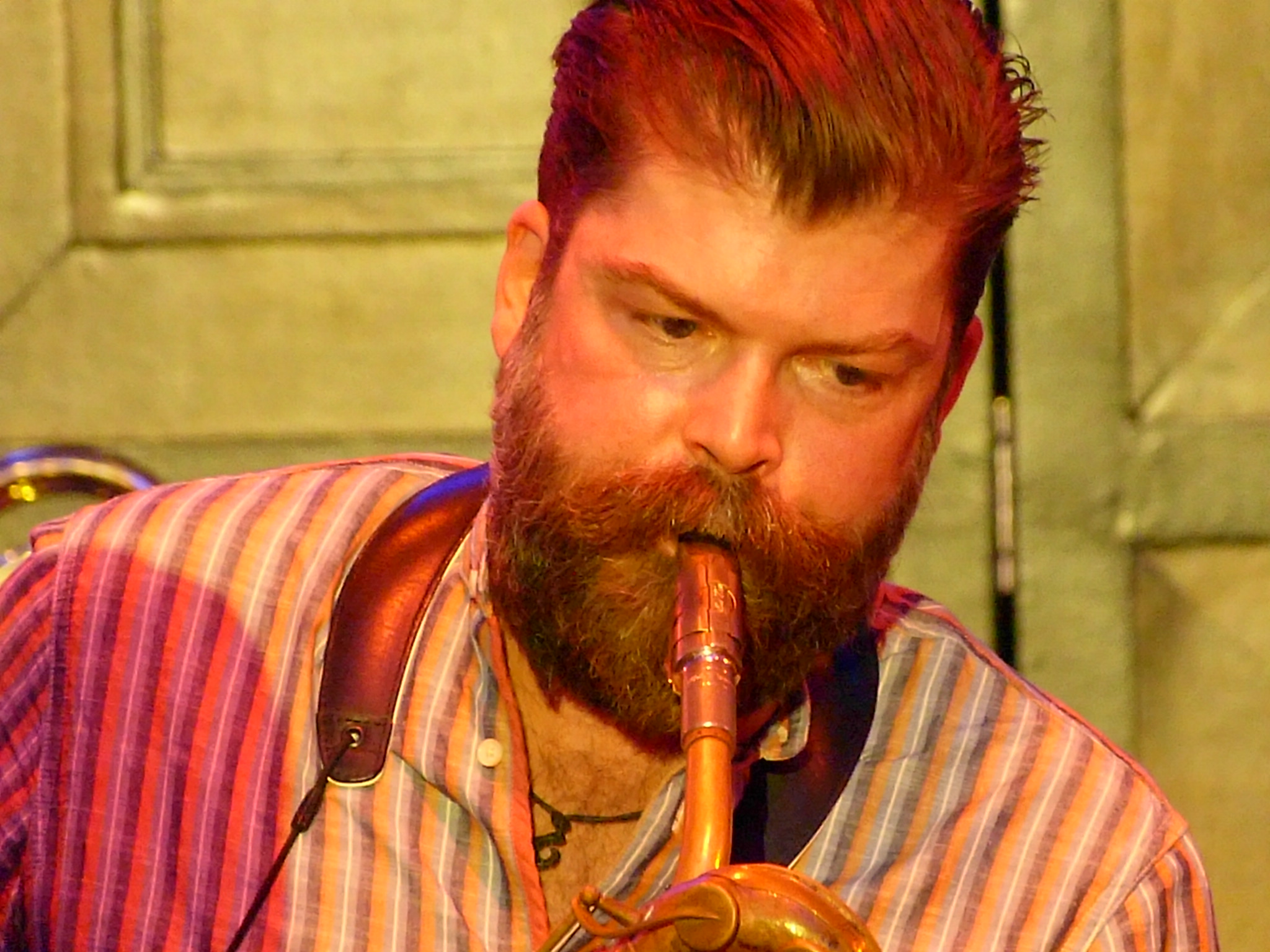
Heiko Bidmon (2020)

Heiko Bidmon (* 1982 in Nürnberg) ist ein deutscher Jazzmusiker (Tenor- und Baritonsaxophon, Bassklarinette, auch Klarinette, Sopran- und Altsaxophon, Flöte sowie Oboe).

## Leben und Wirken
Bidmon bekam sein erstes Saxophon bereits mit seiner Schultüte überreicht und spielte zunächst im Blasorchester; dort widmete er sich auch der volkstümlichen Unterhaltungsmusik, bevor er im Zivildienst den Jazz entdeckte. Er studierte Jazzsaxophon und Bassklarinette zunächst in Würzburg und dann an der Musikhochschule Köln, wo er 2011 bzw. 2012 seine Abschlüsse machte. 
Bei seinen eigenen Jazzprojekten konzentriert er sich vermehrt auf die tieferen Holzblasinstrumente. Neben seinen eigenen Trios leitet er ein Sextett, das sich der Musik von John Kirby widmet. Daneben gehörte er zu Matthias Schriefls Six, Alps & Jazz, dem Maxime Bender Orchestra, dem Large Ensemble von Stefan Schultze, in Niels Kleins Loom und im Subway Jazz Orchestra, mit dem drei Alben entstanden. Zudem war er als Theatermusiker im Schauspiel Köln tätig und ist Mitglied der Big Band der Bundeswehr. Darüber hinaus ist er bei verschiedenen Jazzworkshops als Dozent tätig.

## Weblinks

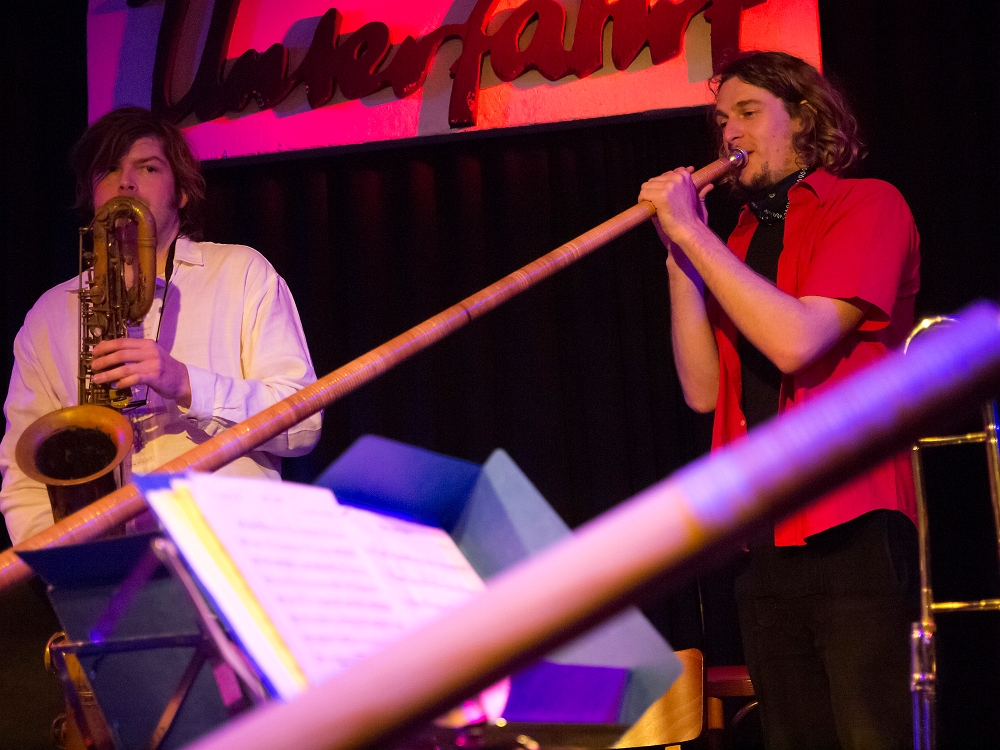
Heiko Bidmon (links) mit Johannes Bär (2012)